# Drakensbergena ochracea
Drakensbergena ochracea  (лат.) — вид прыгающих насекомых трибы Drakensbergenini из подсемейства цикадок Deltocephalinae (Cicadellidae). Лесото и ЮАР: KwaZulu-Natal, на высотах до 3000 м. Длина около 6 мм. Усики очень длинные, почти равны длине тела (их длина 3,9—5,5 мм). Короткокрылые с вытянутой вперёд головой.
Голова шире пронотума (голова — 1,2—1,5 мм, пронотум — 1,0—1,3 мм). Макросетальная формула задних бёдер равна 2+1 или 2+1+1. Латеральный край пронотума килевидный. Оцеллии редуцированы. Встречаются в травянистых высотных биомах южной Африки, на склонах с преобладанием Merxmuellera (Poaceae). Вид был впервые описан в 2009 году южноафриканским энтомологом Майклом Стиллером (Michael Stiller, ARC-Plant Protection Research Institute, Queenswood, Претория).